# Thomisus armillatus
Thomisus armillatus là một loài nhện trong họ Thomisidae.
Loài này thuộc chi Thomisus. Thomisus armillatus được Tord Tamerlan Teodor Thorell miêu tả năm 1891.